# Oskyldiga lögner
Oskyldiga lögner (engelska: Innocent Lies) är en amerikansk thriller från 1995 i regi av Patrick Dewolf med Stephen Dorff, Gabrielle Anwar, Adrian Dunbar och Joanna Lumley. Det är en lös adaption av Agatha Christies deckare Klockan K från 1944. Keira Knightley, som gjorde sin filmdebut, hade en roll i rollen som den yngre versionen av Celia Graves, karaktären som porträtteras av Anwar. Julie Christie var påtänkt som Lady Helena Graves men tackade nej.

## Historia
1995 läste Agatha Christies dotter Rosalind Hicks manuset till filmatiseringen av moderns roman Klockan K, som innehöll frågor som incest. Förfärad krävde hon att namnet på filmen och dess karaktärer skulle ändras. Den släpptes senare som Innocent Lies.

## Handling
Den brittiske polisen Alan Cross reser till Frankrike 1938 för att utreda sin kollega Joe Greens död. Myndigheterna misstänker självmord, men Alan Cross, vän till den mördade mannen, tror inte på det. Cross och hans dotter kommer för att närvara vid begravningsgudstjänsten. Cross undersöker saken.
Spåren leder honom till Lady Helena Graves, som sägs ha haft en affär med Green. Deras dotter Celia Graves är förlovad med Christopher Wood. Cross tycker att Celia är attraktiv och fascineras av kvinnan. Lady Helena dödas. Det visar sig att Celia kan ha en affär med sin bror Jeremy.

## Rollista
- Stephen Dorff - Jeremy Graves
- Gabrielle Anwar - Celia Graves
- Adrian Dunbar - Alan Cross
- Sophie Aubry - Solange Montfort
- Joanna Lumley - Lady Helena Graves
- Florence Hoath - Angela Cross
- Alexis Denisof - Christopher Wood
- Marianne Denicourt - Maud Graves
- Melvil Poupaud - Louis Bernard
- Bernard Haller - Georges Montfort
- Rosalind Bennett - Janet Blain

Dessutom spelar Keira Knightley den unga Celia, medan bröderna Robin och Tobias Saunders dyker upp som Celias bröder.